# 川端車站
川端車站（日语：／ Kawabata eki */?）是位於日本北海道夕張郡由仁町川端，屬於北海道旅客鐵道（JR北海道）石勝線沿線的車站。本站只停靠普通列車，自2024年改點後，目前每天只提供3班車往追分(06:32,13:28,18:58)及2班車往千歲站(12:20,18:06)的班次。

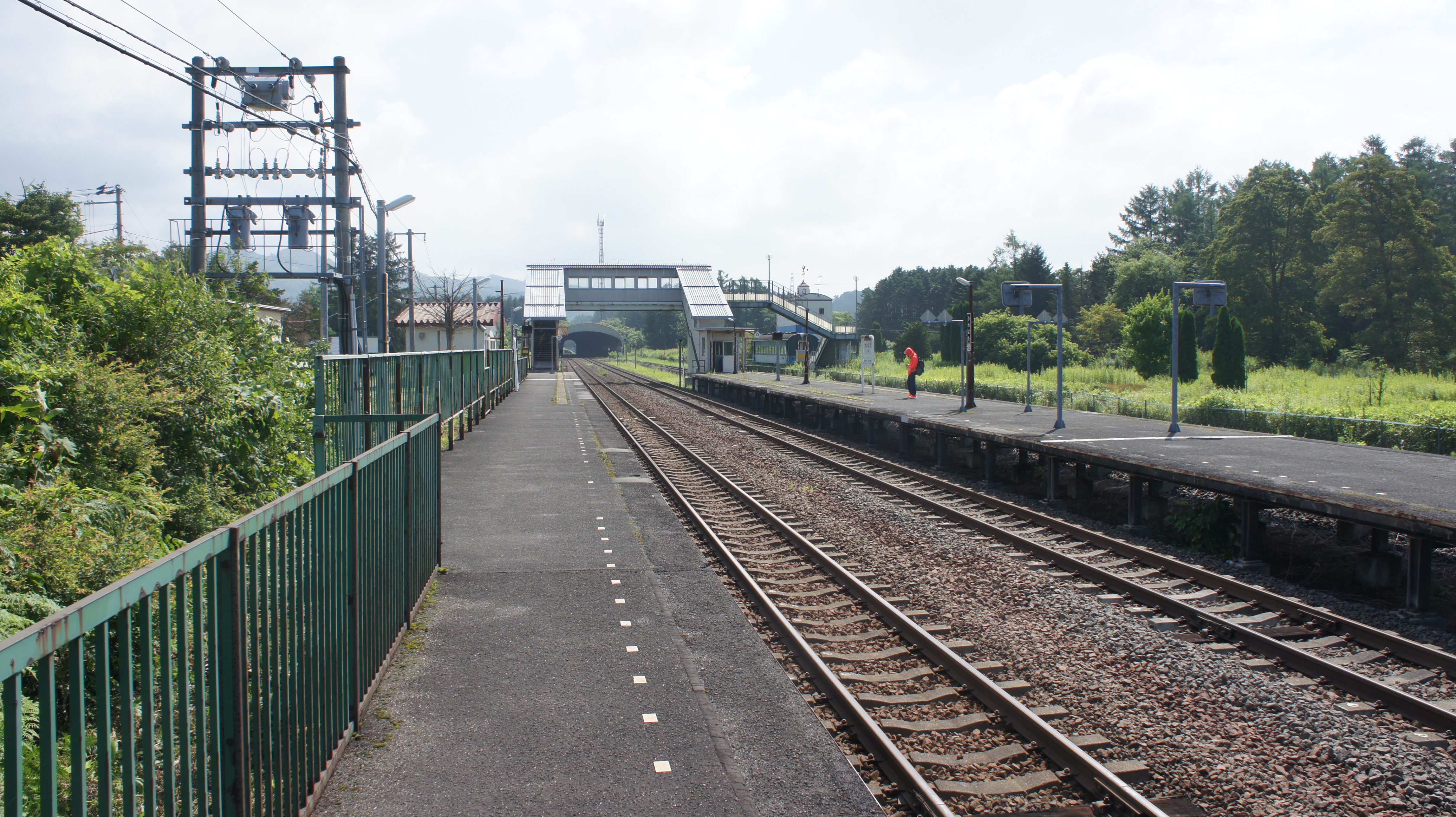
月台(2017年7月)

## 車站構造
本站為相對式月台和島式月台，擁有2面3線的車站。本站是由追分車站管理的無人車站

## 車站周邊
- 國道274號、北海道道462號川端追分線
- 栗山警察署（日语：栗山警察署）川端派出所
- 川端郵局
- Unitopia川端公園高爾夫球場（ユニトピア川端パークゴルフ場）
- 川端元氣村（かわばた元気村）

## 巴士路線
現在車站周邊都沒有巴士路線停靠。
而在1990年代，北海道中央巴士曾營運由川端車站前往三川、栗山及岩見澤的巴士路線。

## 历史
- 1894年（明治27年）8月1日 - 北海道煤礦鐵道（日语：北海道炭礦鉄道）追分～紅葉山（今新夕張）通車時設立。
- 1900年（明治33年）1月16日 - 車站往追分方向移動400米。
- 1906年（明治39年）10月1日 - 北海道炭礦鐵道國有化後成為官設鐵道。
- 1981年（昭和56年）5月25日 - 廢除貨運業務，降為無人車站。
- 1987年（昭和62年）4月1日 - 國鐵分割民營化後成為JR北海道轄下的車站。

## 相鄰車站
北海道旅客鐵道（JR北海道）
■石勝線
追分（K15）－（東追分信號場）－川端（K17）－（瀧之下信號場）－（瀧之上信號場）－（十三里信號場）－新夕張（K20）

## 外部連結
- （日語）全驛參觀之旅 （页面存档备份，存于）